# Al Fuheis
Al Fuheis è una città giordana situata 20 km a nord-ovest della capitale Amman. Ha un'area metropolitana di circa 18,11 chilometri quadrati ed ha una popolazione intorno ai 19.000 abitanti. La grande maggioranza della popolazione è di religione cristiana.